# Poimenski seznam polkov
Poimenski seznam polkov.

## A
- Artilerijski polk »Elbe«
- Artilerijski polk »Feldherrnhalle«
- Artilerijski polk »Großdeutschland«
- Artilerijski polk »Kreta«
- Artilerijski polk »Reichsgründung«
- Artilerijski polk »Simon«
- Artilerijski šolski polk (Wehrmacht)
- asamski polk (Indija)

## B
- biharski polk (Indija)

## C
- Cesarjeviči (slovenski polk)

## D
- dograški polk (Indija)
- domobranski polk »Ante Starčević«
- domobranski polk »Eugen Kvaternik« (HVO)
- domobranski polk »Hrvoje Vukčić-Hrvatinić« (HVO)
- domobranski polk »Knez Branimir« (HVO)

## F
- francoski SS-prostovoljni grenadirski polk
- fusilirski polk »Feldherrnhalle«
- fusilirski polk »Großdeutschland«

## G
- gardni artilerijski polk (Kraljevina Jugoslavija)
- gardni inženirski polk (IJV)
- gardni izvidniški polk (IJV)
- gardni poljski artilerijski polk (IJV)
- garhvalški polk (Indija)
- Gorski polk »Admont«
- Gorski polk »Meeralpen«
- Gorski polk »Treeck«
- grenadirski polk (Indija)
- grenadirski polk »Böhmen-Mähren«
- grenadirski polk »Brehm«
- grenadirski polk »Feldherrnhalle«
- grenadirski polk »Gnesen«
- grenadirski polk »Großdeutschland«
- grenadirski polk »Jütland«
- grenadirski polk »König«
- grenadirski polk »Krakau«
- grenadirski polk »Linz«
- grenadirski polk »Radom«
- grenadirski polk »Reithinger«
- grenadirski polk »Rheinland«
- grenadirski polk »Rhodos«
- grenadirski polk »Wahn«
- grenadirski polk Waffen-SS (bulgarski št. 1)
- grenadirski polk Waffen-SS (romunski št. 1)
- grenadirski polk Waffen-SS (romunski št. 2)

## H
- Hämeski konjeniški polk (DSV)

## I
- Ilirski polk

## J
- jammu in kašmirska lahka pehota
- jammu in kašmirski strelci
- jatovski polk (Indija)
- Jurišni polk »Rhodos«

## K
- komandoški polk (Libanon)
- Konjeniški polk »Fürst von Urach«
- Konjeniški polk »von Jungschulte«
- Konjeniški polk Jug
- Konjeniški polk Sever
- Konjeniški polk Sredina
- kumaonski polk (Indija)

## L
- ladaški skavtje

## M
- madraški polk (Indija)
- maharski polk (Indija)
- maratharski polk (Indija)
- mehanizirani pehotni polk (Indija)

## N
- nagaški polk (Indija)

## O
- Obalni artilerijski polk kopenske vojske »Dänemark« (Wehrmacht)
- Obalni artilerijski polk kopenske vojske »Littoria« (Wehrmacht)
- Oklepni demonstracijski polk (ZDA)

## P
- padalski nadomestni in trenažni polk »Greeve« (Wehrmacht)
- padalski polk (Indija)
- padalski polk »Großmehl« (Wehrmacht)
- padalski polk »Hübner« (Wehrmacht)
- padalski polk »Jungwirth« (Wehrmacht)
- padalski polk »Laytved-Hardegg« (Wehrmacht)
- padalski polk »Menzel« (Wehrmacht)
- padalski polk »Schelmann« (Wehrmacht)
- padalski polk za posebne namene (Wehrmacht)
- Pehotni polk »Graeter«
- Pehotni polk »Groß-Deutschland«
- Pehotni polk »Gumbinnen«
- Pehotni polk »Insterburg«
- Pehotni polk »Lyck«
- Pehotni polk »Reithinger«
- Pehotni polk »T«
- pionirski polk (NDH)
- pionirski polk »Breslau«
- pionirski polk »Brieg«
- pionirski polk »Burger«
- pionirski polk »FHH«
- pionirski polk »Mostar«
- pionirski polk »Müller«
- pionirski polk »Oberst Munschner«
- pionirski polk za posebne namene »Feit«
- pionirski polk za posebne namene »Oberst Kiep«
- pionirski polk za posebne namene »Pospiech«
- pionirski polk za posebne namene
- Pionirski pristajalni šolski in nadomestni polk (Wehrmacht)
- polk »Ante Bruno Bušić« (HVO)
- polk artilerije (Indija)
- Polk jadralnih pilotov (Združeno kraljestvo)
- pomorski komandoški polk (Libanon)
- pomorski polk »Badermann« (Wehrmacht)
- pomorski polk »Berger« (Wehrmacht)
- pomorski polk »Gebauer« (Wehrmacht)
- pomorski polk »John« (Wehrmacht)
- pomorski polk »Kuffer« (Wehrmacht)
- pomorski polk »Kühnemann« (Wehrmacht)
- pomorski polk »Pflugh-Harttung« (Wehrmacht)
- pomorski polk »Schindler« (Wehrmacht)
- pomorski polk »Zapp« (Wehrmacht)
- pomorski strelski polk »Fünen« (Wehrmacht)
- pomorski strelski polk »Kopenhagen« (Wehrmacht)
- punjabski polk (Indija)

## R
- rajputanski polk (Indija)
- rajputski polk (Indija)

## S
- samostojni delovni polk (Libanon)
- sikhovska lahka pehota (Indija)
- sikhovski polk (Indija)
- Special Air Service
- Specialni izvidniški polk
- SS-(hitri) polk »Kalewala«
- SS-grenadirski polk »Klotz«
- SS-kazenski polk »Kaltofen«
- SS-polk »Dirlewanger«
- SS-Standarte Kurt Eggers
- SS-tankovski uničevalni polk (bulg.)
- SS-tankovski uničevalni polk (romun. 2)
- SS-tankovskogrenadirski polk »Der Führer«
- SS-tankovskogrenadirski polk »Deutschland«
- SS-tankovskogrenadirski polk »Nordland«
- SS-tankovskogrenadirski polk »Norge«
- SS-tankovskogrenadirski polk »Schill«
- SS-tankovskogrenadirski polk »Theodor Eicke«
- SS-tankovskogrenadirski polk »Westland«
- SS-trdnjavski grenadirski polk »Besslein«
- Strelski polk »Oslo«

## T
- tankovski artilerijski polk »Brandenburg«
- tankovski artilerijski polk »Großdeutschland«
- tankovski artilerijski polk »Jüterbog«
- tankovski artilerijski polk »Kurmark«
- tankovski artilerijski polk »Münchenberg«
- tankovski artilerijski polk »Schlesien«
- tankovski pionirski polk »Feldherrnhalle«
- Tankovski polk »Brandenburg«
- Tankovski polk »Coburg«
- Tankovski polk »Großdeutschland«
- Tankovski polk »Kurmark«
- Tankovskogrenadirski polk »Afrika«
- Tankovskogrenadirski polk »Kurmark«
- Tankovskogrenadirski polk »Neapel«
- Tankovskogrenadirski polk »Norwegen«
- Tankovskogrenadirski polk »Palermo«
- Tankovskogrenadirski polk za posebne namene »Wöhl«
- tatarski gorski polk SS

## U
- Uudenmaaski dragonski polk (DSV)

## Z
- zagrebški konjeniški polk (NDH)
- zračnoprevozni polk (Libanon)
- zračnopristajalni jurišni polk (Wehrmacht)

## Ž
- železniški komunikacijski polk »Zahod«